# Francolise
Francolise är en ort och kommun i provinsen Caserta i regionen Kampanien i Italien. Kommunen hade 4 860 invånare (2017).